# Гаген-Торн, Иван Эдуардович
Иван Эдуардович Гаген-Торн (устаревшее написание фамилии — Гагенторн) (12 ноября 1867 — 17 марта 1931) — российский хирург, профессор Военно-медицинской академии (ныне имени С. М. Кирова), автор нескольких новых видов хирургических операций (разрез Гаген-Торна, мезосигмопликация Гаген-Торна). Отец этнографа, историка и поэтессы Нины Ивановны Гаген-Торн.

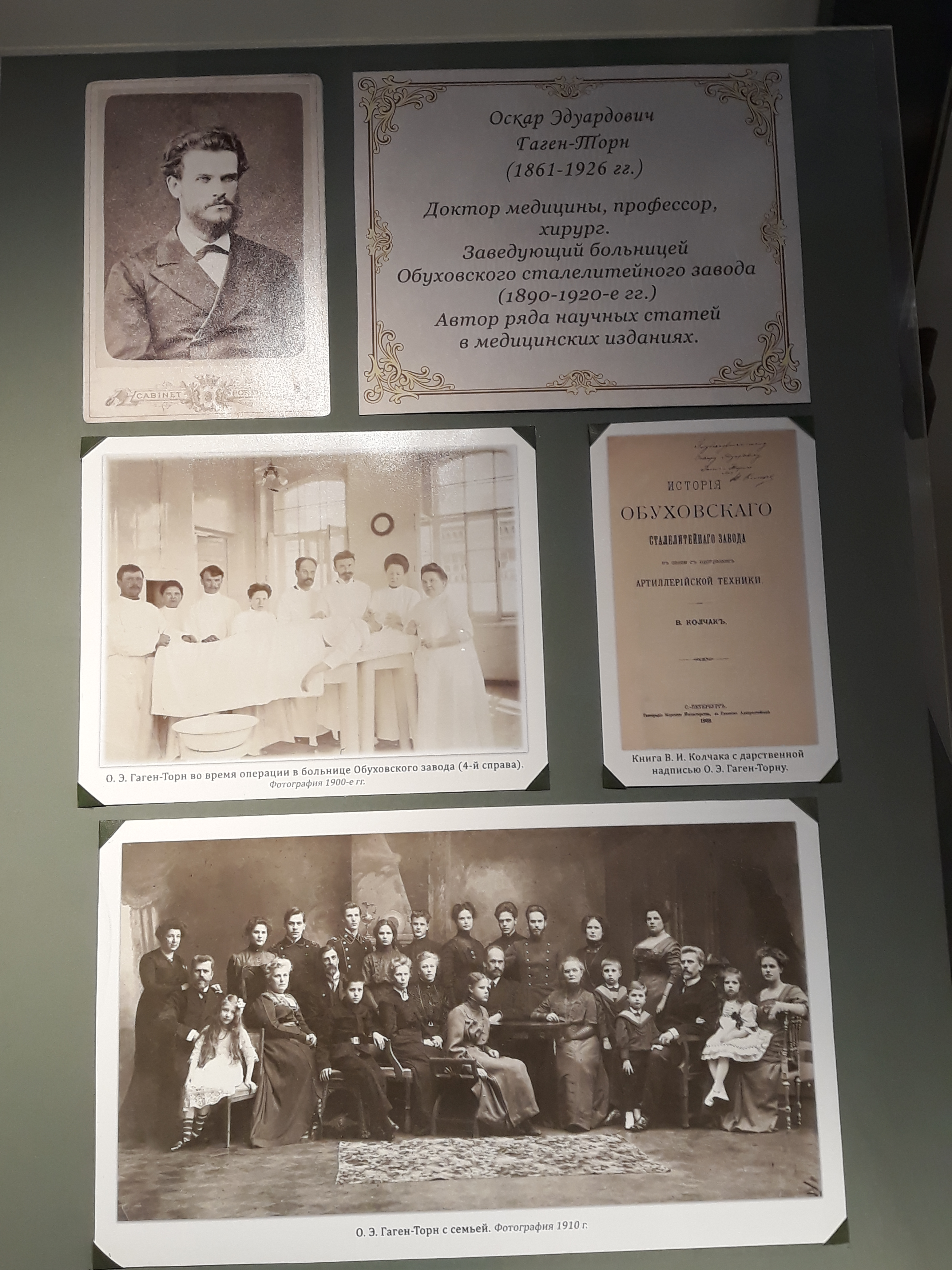
Музей Обуховского завода. Гаген-Торн Оскар Эдуардович (1861-1926). Заведующий Обуховской больницей. Семья Гаген-Торнов

До Октябрьской революции был бароном, действительным тайным советником. Был заведующим Клинической больницей баронета Виллие, консультирующим хирургом Крестовоздвиженской общины сестёр милосердия и управления железных дорог.
Совместно с профессором Владимиром Августовичем Тиле опубликовал научный труд под заглавием «Du secours porté aux blessés en Grèce» («Comptes Rendus du XII congrès international de Medicine»).
Похоронен в Санкт-Петербурге на Никольском кладбище Александро-Невской лавры.

## Примечания

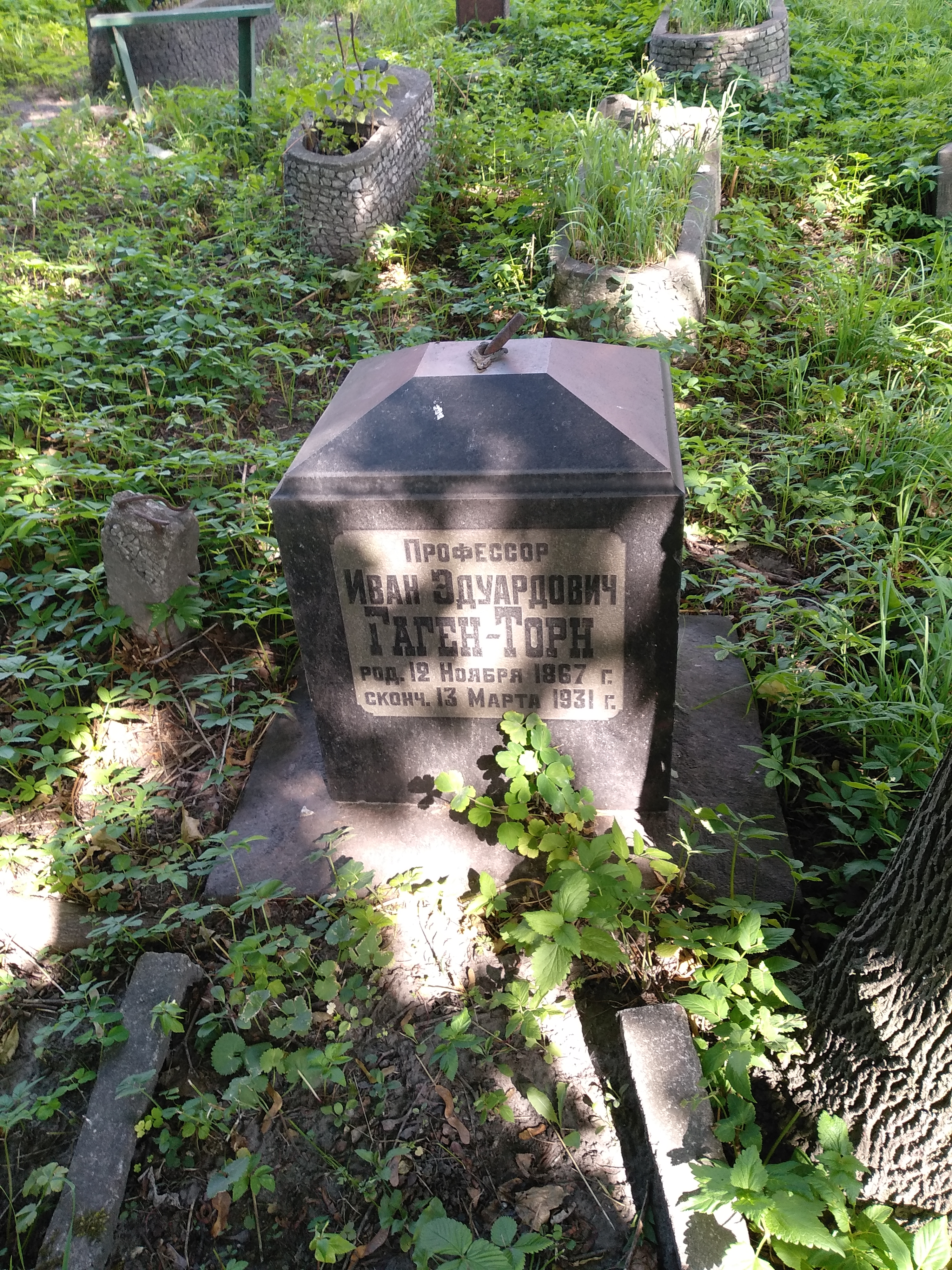
Могила Гаген-Торна на Никольском кладбище Александро-Невской лавры в Санкт-Петербурге.